# Calophyllum lonchophyllum
Calophyllum lonchophyllum là một loài thực vật có hoa trong họ Calophyllaceae. Loài này được O.Schwarz mô tả khoa học đầu tiên năm 1927.